# Josep Maria Casas i de Muller
Josep Maria Casas i de Muller   (Tarragona, 6 de novembre de 1890 - Barcelona, 4 de desembre de 1975) fou un escriptor i poeta català, a més d'investigador en el camp de la matemàtica.

## Biografia
Estudià a Tarragona els primers nivells d'ensenyament primari, posteriorment els continuà a l'escola Jesús i Maria de Barcelona i més endavant en un internat de Jesuïtes a Tudela (Navarra). El segon ensenyament el realitzà a Barcelona, 
concretament al col·legi de Sant Ignasi, regentat pels jesuïtes de Sarrià.
Col·laborà a Bella Terra. Va publicar reculls poètics i poemes dramàtics. Va participar assíduament als Jocs Florals de Barcelona (entre molts altres), en què va guanyar la Viola d'or i d'argent l'any 1927 per l'obra Poema de Març, i la Flor Natural l'any 1929 per Oda dionisíaca, entre altres premis.
Casas ide Muller es movia a l'entorn d'un catolicisme militant. Catalanista convençut, la seva obra literària pertany al Noucentisme. Durant la postguerra la seva producció se centrà fortament cap a la investigació, i el 1956 obtingué el "Premio Torres Quevedo" pel seu treball de caràcter docent i alta pedagogia matemàtica Geometría hiperbólica no euclídea. Els anys 1963 i 1970 guanyà el Premi Fastenrath. Entre les seves aportacions investigadores destaca el seu treball de recerca matemàtica Anotaciones al Teorema de Fermat, en el qual de fet mai no deixà de treballar.

## Llegat
A la sala de juntes del Museu d'Art Modern de Tarragona hi ha una vitrina dedicada a l'autor, on són tots els seus premis dels Jocs Florals, algunes fotografies familiars i exemplars dels seus llibres. La ciutat de Tarragona ha dedicat a Josep Maria Casas de Muller el nom d'una avinguda i un monòlit amb una estrofa del seu poema Oda a Tarragona, en un parc cèntric. Es dona la circumstància que durant la Guerra Civil Espanyola, en estroncar-se els Jocs Florals que se celebraven a Catalunya, a Josep {Maria Casas i de Muller li mancava tan sols un premi per ser nomenat Mestre en Gai Saber.
El seu llegat (obra literària, científica i d'investigació, i objectes personals) es troba dipositat des de l'any 1993 a l'Institut d'Estudis Tarraconenses Ramon Berenguer IV.

## Obres
- Llibre de versos, (1922), cinquanta-set poemes amb un pròleg i un comiat
- Pindàriques modernes, (1926), proses poètiques en què l'autor reflecteix l'estil clàssic de Píndar a través de la materialització de les coses
- Fra Garí, (1927), poema dramàtic estrenat al Coliseu Pompeia (Barcelona), escenificat per la companyia Teatre Íntim d'Adrià Gual

Comentari de l'autor sobre la seva primera obra publicada, el Llibre de Versos:
| « | D'aquest volum m'ha semblat més dir-ne Llibre de Versos que de Poesia, perquè de versos som molts els que en fem, però de poesia molt pocs en podem haver. Jo almenys, amb tot i haver vist la bellesa tan de prop, no sé si mai n'hauré alcançada l'exquisida revelació: La Poesia. | » |

### Altres obres
Variades, tant en català com en castellà (època franquista), moltes de les quals són inèdites. Tot seguit se'n relacionen unes quantes a títol orientatiu, no exhaustiu. La seva obra abraça poemes (recull Andrómeda, Sonetos en tu elogio, Santiago), novel·les (Carmen, Camins, Ha mort un número), contes (A la nena anomenada Montserrat, petita amiga...), assajos (La matèria finita, Introducción a la lectura de "La ben plantada", El origen del Universo y del hombre, Evolución cósmica, La filosofia i la moda, El origen del hombre, Univers-Humanitat-Déu), un guió cinematogràfic (El rei encubierto), obres de teatre (Tragedia en los riscos, El ermitaño y la princesa), treballs (La ciudad sin noche, premi Pare Miquel d'Esplugues 1958; Les set estrelles, finalista al premi Joan Yxart 1967, Cuestiones selectas de dogma, moral y vida social). En la seva època de joventut Casas de Muller signà alguns dels seus treballs amb el pseudònim de "Maxver", com en La espada de fuego, referent al tema de la creació i evolució de l'ésser humà.
L'any 1988, l'Institut d'Estudis Tarraconenses Ramon Berenguer IV (Diputació de Tarragona) va editar una antologia de l'autor sota el títol L'obra poètica de Josep M. Casas de Muller, a càrrec de Francesc Roig i Queralt. L'obra és un recull dels millors poemes de l'autor agrupats en tres grans apartats: "Primers poemes publicats i altres poesies premiades", "Cants d'Amor i d'Univers" i "Poemes sobre la ciutat de Tarragona". També hi ha un extens i detallat estudi de la vida i l'obra de l'autor.

### Poemes presentats alsJocs Florals de Barcelona
- Poesia d'amor, (1916)
- Bacus plorant, (1916) (2n accèssit a la Flor Natural el 1916)
- El Poema del Pa, (1916, 1917, 1919, 1920 i 1921) (2n accèssit al Premi extraordinari dels Mantenidors l'any 1921)
- Oda al vent, (1916 i 1917)
- Amor, (1917)
- Salm del amor, (1920)
- Cançons del bon temps, (1921)
- Palmera de claustre, (1921)
- Col·loqui d'Inquietut, (1921)
- Elogi de la masovera, (1922)
- Oda a Catalunya, (1922)
- Els noms divins, (1922)
- L'auca dels mesos, (1922)
- Salm de la pluja, (1922)
- Nova lloança a la Mare de Déu de Montserrat, (1922)
- Amic amor és enemic, (1923)
- Oda a Tarragona, (1923)
- Elogis del temps modern, (1923)
- Elogi de l'Empordà, (1924)
- El poemet de Fra Garí damnat, (1924) (1r accèssit a la Viola d'or i d'argent)
- Pindàriques modernes, (1924)
- Poema de Març, (1926 i 1927) (Premi a la Viola d'or i d'argent el 1927)
- Oda dionisíaca, (1926, 1927 i 1929) (Premi de la Flor Natural el 1929)
- La pregària de la nit primera, (1930 i 1933) (2n accèssit a la Viola d'or i d'argent el 1933)
- Poema humanal, (1933)

### Relació de premis obtinguts en altres Jocs Florals
- Flor Natural dels Jocs Florals de Lleida 1918
- La mort de Pan. Flor Natural dels Jocs Florals de l'Empordà 1921
- Elogi de les quatre donzelles. Flor Natural del Jocs Florals de la Bonanova 1922
- Elogi de la masovera. Flor Natural del Jocs Florals de l'Orfeó Tarragoní 1922
- Flor Natural dels Jocs Florals d'Horta 1922
- Elegia pietosa. Viola d'Or i Argent dels Jocs Florals de Sant Joan de Vilassar 1923
- Flor Natural dels Jocs Florals de l'Orfeó Gracienc 1923
- Flor Natural dels VII Jocs Florals de la Plaça de la Llana de Barcelona 1962
- Cant d'absència i de presència. Flor Natural dels Jocs Florals organitzats amb motiu de l'homenatge a Joan Maragall 1963
- De la presència i el record. Premi del VI Certamen de Poesia de Salou 1965
- Premi als XV Jocs Florals de la Plaça de la Llana de Barcelona 1970